# Festuca olgae
Festuca olgae là một loài thực vật có hoa trong họ Hòa thảo. Loài này được (Regel) Krivot. mô tả khoa học đầu tiên năm 1960.